# Movimento Ecologista Indipendente
Il Movimento Ecologista Indipendente (in francese: Mouvement Ecologiste Indépendant) è un Partito politico attivo in Francia dal 1994.
Il partito fu fondato per iniziativa di Antoine Waechter, con l'obiettivo di creare un movimento ecologista che non aderisse in modo specifico né alla coalizione di centro-destra che di centro-sinistra. Il MEI ambiva a sostituire i Verdi come maggior partito ambientalista, ma tale obiettivo non fu raggiunto.
Il partito ha espresso candidati autonomi in occasione delle elezioni regionali del 2004, giungendo talora ad accordi con un altro partito di ispirazione ambientalista, Generazione Ecologia.
In vista delle elezioni presidenziali del 2007, il MEI decise di appoggiare il centrista François Bayrou, esponente dell'Unione per la Democrazia Francese. Per le successive elezioni legislative del 2007, arrivò di nuovo ad un accordo con Generazione Ecologia.
Alle elezioni europee del 2009, si presenta nell'Alleanza Ecologista Indipendente, che ottiene il 3,6 % dei voti ma non ottiene alcun seggio.
Alle elezioni presidenziali del 2012 il partito appoggia Eva Joly alla presidenza della Repubblica, la candidata ottiene il 2,2% dei voti e si posiziona al 6º posto tra i vari candidati.